# Austrostelis
Austrostelis is een geslacht van vliesvleugelige insecten van de familie Megachilidae.

## Soorten
- A. amapaensis Urban, 2006
- A. bonaventura (Friese, 1925)
- A. catamarcensis (Schrottky, 1909)
- A. flava (Friese, 1925)
- A. iheringi (Schrottky, 1910)
- A. maranhensis Urban, 2003
- A. santaterezae Urban, 2006
- A. silveirai Urban, 2006
- A. zebrata (Schrottky, 1905)